# Мунк, Эдвард
Э́двард Мунк (норв. Edvard Munch; 12 декабря 1863, Лётен, Хедмарк — 23 января 1944, Экелю, близ Осло) — норвежский живописец и график, один из первых представителей экспрессионизма, самым узнаваемым образом которого стала картина «Крик». Его творчество охвачено мотивами смерти, одиночества, но при этом и жаждой жизни.

## Биография

### Детство и юность
Кристиан Мунк, отец художника, был военным врачом. Служба не приносила ему большого дохода, вынуждая заниматься частной практикой. Из-за высокой конкуренции и дорогого уровня жизни в Христиании Мунк перебрался в Лётен. К тому времени у него завязались романтические отношения с Лаурой Бьёлстад, чья семья принадлежала к пиетистской общине Фредрикстада. Их сближала религиозность, Кристиан был на 20 лет старше своей возлюбленной. 15 октября 1861 года они венчались в церкви Глеммен, расположенной в окрестностях Фредрикстада. В сентябре 1862 года в их семье появился первенец — дочь Юханне Софие (Софи). Тогда же они переехали в усадьбу Энглауг. Хотя Мунки жили небогато, даже бедно, они происходили из влиятельной в культурном отношении семьи: их дальним родственником был известный художник-неоклассицист, ученик Жака-Луи Давида Якоб Мунк, отец Кристиана был прославленным проповедником, брат, Петер Андреас Мунк — выдающимся историком, двоюродный брат — художник-импрессионист Карл Эдвард Дирикс.
12 декабря 1863 года на свет появился Эдвард. Он родился настолько слабым, что его поспешили крестить дома. 15 апреля 1864 года Эдвард был крещён официально. В мае того же года его отец получил место гарнизонного врача в Христиании, и семья Мунков переехала в столицу, в дом № 9 по улице Недре Слоттсгате. 1 июля 1865 года родился брат Эдварда Петер Андерс, 3 января 1867 года — сестра Лаура Катрина, а 5 февраля 1868 года — сестра Ингер Мария. На протяжении всего детства Эдварда, Мунки неоднократно переезжали, отчасти по требованию отцовской службы, отчасти из-за недостатка денег, заставлявшего их подыскивать более дешёвое жильё. Бо́льшую часть своих детских лет будущий художник провёл в Христиании, столице Норвегии (ныне Осло). Осенью 1868 года семья переехала в другой дом по адресу Пилестредет, 30, располагавшийся на окраине города. Состояние болезненной Лауры становилось всё хуже. 29 декабря она умерла от туберкулёза, Эдварду в то время было пять лет.
Дар художника обнаружился у Эдварда в раннем возрасте, когда он, будучи семилетним ребёнком, куском угля нарисовал на полу процессию слепцов, которую видел в городе. Воспитание оставшихся без матери детей Кристиана Мунка и ведение хозяйства взяла на себя Карен Бьёлстад, сестра Лауры, которая сама так и не заимела собственной семьи. Отец, по словам художника, был добр к детям, но отличался болезненной религиозностью, «доходившей до психоневроза»: под влиянием его «проповедей» впечатлительный Эдвард плохо спал по ночам, преследуемый видениями ада. У Эдварда, как и у его матери и старшей сестры Софи, было слабое здоровье. Он часто болел, пропуская занятия в школе. В 1874 году Эдвард вместе с братом был зачислен в частную школу Йерцена на площади Святого Улава, а в августе 1875 года — в Кафедральную школу Кристиании («Латинскую гимназию»).
Карен, тётя Эдварда, активно занималась созданием картин из природных материалов, которые потом продавала. Она также оценила дарование племянника. Именно благодаря ей сохранились рисунки и акварели 11- и 12-летнего Мунка.
В 1873 году семья Мунков переехала в восточный район Осло — Грюнерлёкку, более дешёвый и менее престижный, а в 1877 году — в дом № 7 по улице Фоссвейен. Этот дом находился фактически на окраине Осло, из него открывался вид на сад Грюнера и старую Акерскую церковь. Вечером 9 ноября 1877 года от туберкулёза умерла Софи, угасшая от болезни за считанные недели. Эта трагедия оставила глубокий след в душе Эдварда, которому тогда было 15 лет. Он был очень близок к старшей сестре, её смерть оставила на будущем художнике глубокий отпечаток: его биографы связывают с этим событием его окончательное разочарование в традиционной религии — впоследствии он вспоминал, как его отец «ходил взад-вперёд по комнате, молитвенно сложив руки», и ничем не мог помочь умиравшей девушке. Воспоминания о болезни и смерти Софи легли в основу одной из первых его крупных картин — «Больной девочки», а также менее известной, выдержанной в импрессионистском стиле «Весны» и — косвенно — целой серии картин на сюжет «комнаты умирающего». Вскоре несчастье постигло и другую его сестру, Лауру: в её поведении появились странности, со временем становившиеся всё более заметными, и спустя некоторое время ей была диагностирована шизофрения.
В период болезни и смерти Софи Эдвард обучался дома, при этом сильно увлёкся живописью. Он писал этюды и регулярно посещал «Общество поклонников искусства» и Национальную галерею. Родные поддерживали увлечение Мунка живописью, так ему подарили альбом с работами северонорвежских художников, а также камеру-люциду, часто использовавшуюся художниками-реалистами. С помощью неё Мунк рисовал преимущественно дома и интерьеры.

### Годы становления
В 1879 году Эдвард поступил в технический колледж, где показал прекрасные успехи в физике, химии и математике, несмотря на то, что хрупкое здоровье препятствовало полноценному обучению. В следующем году, однако, он принял решение оставить колледж и стать художником — к неудовольствию отца, в глазах которого этот выбор был сомнительным и с материальной, и с моральной точки зрения. На сторону юноши встали тётушка Карен и близкий друг Кристиана Мунка Карл Фредрик Дирикс, а также дальний родственник, влиятельный художник Фриц Таулов. В 1881 году Эдвард поступил в Королевскую школу рисования в Христиании. В этот период его наставником стал художник-натуралист, соратник Фрица Таулова Кристиан Крог. Он ввёл Эдварда в круг столичной богемы, центральной фигурой которой был скандальный писатель-анархист Ханс Егер. Мунк познакомился с Егером лишь спустя несколько лет, но они довольно быстро и близко сошлись и впоследствии художник признавал на себе его влияние.
В 1883 году состоялся публичный дебют Мунка — он представил на выставке промышленных товаров и произведений искусства в Дворцовом парке картину под названием «Этюд головы». Осенью того же года он представляет на Осенней выставке выдержанную в реалистическом духе картину «Девушка, разжигающая огонь в печи». В конце 1884 года при сопутствии Фрица Таулова художник получил стипендию, которая позволила ему поехать весной во Францию и посетить Парижский салон.
В том же 1885 году у Мунка завязался болезненный роман с Милли Таулов, невесткой Фрица Таулова (Милли была замужем за его братом). Милли имела репутацию кокетки и, по-видимому, не принимала ухаживаний юноши всерьёз, тогда как Эдвард, неопытный в любовных делах, относился к их роману со всей серьёзностью, не говоря уж о том, что связь с замужней женщиной означала для него, происходившего из глубоко религиозной семьи, нарушение строжайшего табу. Мунк не написал ни одного портрета Милли, и его биограф Атле Нэсс утверждает, что она «не оставила следа в его живописи», тогда как другие исследователи видят её образ в таких картинах, как «Голос» и «Лунный свет».
В 1886 году картина Мунка «Больная девочка», представленная на Осенней выставке, стала причиной скандала. Находясь отчасти под влиянием Егера с его призывом «писать свою жизнь», художник создал крупное полотно, в основе которого лежали его воспоминания о болезни и смерти Софи Мунк. При этом он сосредоточился прежде всего на собственных впечатлениях: «Я… снова и снова пытался выразить первое впечатление — прозрачную, бледную кожу на белом фоне, дрожащие губы, дрожащие руки…» Критики были возмущены выставленным результатом — в их глазах картина выглядела в лучшем случае незавершённым этюдом. «Больную девочку» называли «выкидышем», «едва намалёванным наброском»; даже более доброжелательные рецензенты упрекали Мунка в небрежности и нежелании совершенствовать технику.
Картины, последовавшие за «Больной девочкой», были несколько более консервативны по стилю — видимо, Мунка смутило яростное неприятие, которым была встречена его работа. К их числу принадлежала выдержанная в импрессионистской манере «Весна», ещё одна картина, навеянная воспоминаниями о болезни Софи, несколько пейзажей и портретов, а также жанровых сценок вроде «Юриспруденции». В 1889 году он вновь подал заявку на стипендию для поездки в Париж и, не в последнюю очередь благодаря поддержке Эрика Вереншёлля, получил её. Летом Мунк едет с семьёй на съёмную дачу в Осгорстранне, маленьком городе неподалёку от деревни, в которой состоялась его первая встреча с Милли Таулов; Осгорстранн станет его излюбленным местом, и через некоторое время он приобретёт здесь собственный дом. Осенью он едет в Париж.

### Вторая поездка в Париж
Мунк прибыл в Париж во время Всемирной выставки. Здесь он начал посещать уроки Леона Бонна, среди студентов которого было много скандинавов. Бонна высоко оценивал способности Эдварда к рисованию, но не одобрял его вольного обращения с цветом. В свободное время Мунк активно ходил на выставки и в музеи, в том числе на экскурсии, посвящённые классическому искусству, которые Бонна устраивал для своих студентов. Мунк экспериментирует с различными стилями, многие картины этого периода отмечены влиянием импрессионизма и пуантилизма.
В декабре из Норвегии приходит известие — умер после инсульта отец семейства, Кристиан Мунк. Хотя в последние годы отношения отца и сына сильно ухудшились — Кристиан не одобрял богемных замашек Эдварда, его дружбы с «нигилистами» и пристрастия к выпивке, грозящего перерасти в алкоголизм, — его смерть нанесла художнику тяжёлый удар. Письмо пришло слишком поздно, и Эдвард не успел даже на похороны. Мунк впадает в депрессию и замыкается в себе, перестаёт посещать уроки Бонна, рвёт связи с друзьями (исключением становится датский поэт Эмануэль Голдштейн). В некотором роде художник заново переосмысляет свою жизнь — результатом этого переосмысления становится дневниковая запись, вошедшая в историю как «Манифест Сен-Клу»: «Не следует больше писать интерьеры, читающих мужчин и вяжущих женщин. Им на смену придут реальные люди, которые дышат и чувствуют, любят и страдают…» В это время он пишет одну из самых известных картин парижского периода, «Ночь в Сен-Клу» — в её главном герое, сидящем у окна в пустой, залитой лунным светом комнате, видят то самого Эдварда, то его недавно умершего отца.

### «Фриз жизни»
В мае 1890 года Мунк прибывает домой, в Христианию, где проходит выставка его работ — отзывы критиков были, как обычно, смешанными, но в целом более приветливыми, чем прежде. В конце года он снова едет во Францию, но вместо Парижа, где стоит промозглая погода, опасная для его слабых лёгких, проводит зиму в Ницце. В апреле он заезжает в Париж и посещает Салон Независимых — здесь он, должно быть, видел картины Ван Гога и Гогена, художников, которыми он позднее открыто восхищался.
В этот период окончательно оформляется фирменный «экспрессионистский» стиль Мунка — выразительные линии, упрощённые формы, символичные сюжеты. Вернувшись в Норвегию, он пишет картину «Меланхолия», в которой уже не чувствуется никаких импрессионистских влияний. В течение года появляются на свет первые полотна из будущего цикла «Фриз жизни» — в их числе «Настроение на закате», картина, из которой позднее вырастет «Крик».
В 1892 году в Христиании проходит персональная выставка Мунка, которая неожиданно приводит в восхищение Адельстена Нормана, художника-пейзажиста, имевшего репутацию консерватора. Вскоре Норман устроил художнику выставку в Берлине, разразившийся вокруг которой скандал — консервативное крыло Союза берлинских художников выступило с требованием закрыть выставку «из уважения к искусству и честному труду», что вызвало возмущение у молодых художников — привёл к расколу внутри Союза, результатом которого стало формирование Берлинского сецессиона. Мунк, к этому времени привыкший стойко сносить насмешки и ругань со стороны критиков, отнёсся к ситуации с нескрываемой иронией. Художник активно погружается в жизнь берлинского артистического «андеграунда», сближается с Августом Стриндбергом, Станиславом Пшибышевским и его будущей женой, Дагни Юль, которая становится для Мунка музой и — возможно — любовницей.
В эти годы Мунк курсирует между Берлином, Парижем и родной Христианией. В конце 1892 — начале 1893 года у него окончательно оформляется идея «фриза» — серии картин на «вечные» темы любви и смерти. Первым таким «фризом» становится небольшая берлинская выставка под названием «Любовь», на которой был впервые представлен «Крик». Картины с этой выставки позднее войдут в более масштабный «Фриз жизни» — «поэму о любви, жизни и смерти», над которой Мунк работал все 1890-е. В 1896 г. его путешествие в Париж особенно важно, так как он встречается здесь с Гогеном, Эмилем Бернаром, Морисом Дени и поэтами-символистами, в частности с Малларме. В это время Мунк обращается к офорту, гравюре на дереве, литографии.
В 1898 году у Мунка завязывается роман с богатой молодой норвежкой по имени Тулла (Матильда) Ларсен. Поначалу их отношения были очень тёплыми, но со временем страстность и навязчивость Туллы стали утомлять и отпугивать Мунка. В 1902 году Тулла, чувствуя, что Мунк охладевает к ней, попыталась покончить с собой. Незамедлительно вернувшийся из деловой поездки художник мечется между состраданием к ней и опасениями, что она совершила этот поступок специально, чтобы «повлиять» на него. Спустя несколько дней между Мунком и Туллой произошёл загадочный инцидент, в результате которого художник прострелил себе руку — по одной из версий, Тулла пригрозила ему самоубийством, и он попытался вырвать у неё револьвер. Художник был госпитализирован, и на этом их отношения с Туллой завершились, но его психическое благополучие было сильно подорвано.
В том же 1902 году «Фриз жизни» впервые был выставлен в таком виде, каким его задумал художник, в галерее Берлинского Сецессиона. Мунк писал о «симфоническом эффекте», который производила выставка. Здесь художник обзаводится новыми покровителями — Альбертом Коллманом и Максом Линде, которые будут поддерживать его на протяжении долгих лет. Пресса, наконец, начинает мало-помалу принимать его и его работы, берлинские критики хорошо отзываются о выставке. Его искусство сплошь состоит из символов и аллегорий, излюбленные темы — любовь и навязчивая мысль о смерти, и Мишель Хог справедливо отмечает в своем предисловии к каталогу выставки 1974 г.: «Как и многие его современники, Мунк убежден, что живопись может и должна выражать нечто иное по сравнению с солнечной беззаботностью импрессионистов, буржуазной отстраненностью Мане и Стивенса, бегством в маорийскую экзотику Гогена, историческими грезами Гюстава Моро или Бёклина». Моро говорил: «Я не верю ни в то, что осязаю, ни в то, что вижу. Верю только в то, чего не вижу, но что чувствую». Соглашаясь с ним, Мунк отбрасывает все, что напоминало бы о банальном реализме, однако в противоположность Моро он никогда не станет писать «божество с цепочкой для часов». Мунк остался безразличным к волне так называемого вагнериански-трубадурского символизма, сильно повлиявшего на эпоху. «Я пишу не то, что вижу, а то, что видел» — таков его ответ на слова Моро. Подобный подход можно найти скорее у Малларме, которого Мунк знал и писал, у Верлена, с которым, по-видимому, он не был знаком, у Редона. Моро и Метерлинк выбирают бегство. Мунк не бежит от жизни, он обретает внутреннее освобождение, изображая свое собственное заточение, свой ад, которого он не покидает.

### Болезнь
Изматывающий роман с Туллой, их бесконечные разрывы и воссоединения, её попытки суицида и, наконец, инцидент с револьвером дурно сказались на психическом состоянии Мунка: им овладели мысли о кознях, которые строят против него враги, он стал не в меру вспыльчив и подозрителен. В 1903 году у него завязался роман с виолончелисткой Эвангелиной Маддок, выступавшей под итальянизированным псевдонимом Эва Мудоччи, но их отношения омрачало всё более болезненное поведение Мунка. В конце концов они расстались, оставшись в прохладно-приятельских отношениях. В этот период Мунк пережил несколько нервных срывов, вступал под странными предлогами в ссоры со знакомыми и незнакомыми людьми; наконец, в 1908 году его поместили в психиатрическую клинику в Копенгагене с душевным расстройством. Всего он провёл там более полугода. За время пребывания в клинике Мунк оставил рисунки и гравюры, в том числе портрет лечившего его профессора Якобсона.

### Поздние годы
Начиная с конца 1900-x годов стиль художника изменяется в сторону более резкой и грубой манеры. Поздние картины написаны широкими мазками и изобилуют яркими контрастными цветами. Сюжеты становятся более мирными и обыденными, новые картины изображают рабочих, крестьян, жизнь на природе. Одной из самых крупных работ этого периода становится цикл монументальных полотен, украшающих концертный зал Университета Осло (переданы университету в 1916 году).
Одно время ближайшим другом Мунка был известный норвежский скульптор Густав Вигеланд. Но друзья рассорились после того, как Вигеланд получил крупный заказ от муниципалитета, в результате которого возник знаменитый Парк скульптур Вигеланда.
В 1916 году Мунк приобрёл располагавшуюся близ столицы виллу Экелю, где прожил всю оставшуюся жизнь. Прилегавшие к вилле обширные земельные владения позволили ему заняться сельским хозяйством, которое стало его увлечением в поздние годы: при помощи работников он выращивал фрукты и овощи, разводил домашнюю птицу.
В 1918 году художник слёг с «испанкой», унёсшей в те месяцы жизни миллионов человек, но благополучно выздоровел, несмотря на свойственную ему хрупкость здоровья. В 1919 году он написал «Автопортрет после испанки».
В 1930 году у художника произошло кровоизлияние в стекловидное тело правого глаза, из-за которого он почти полностью прекратил писать, в то же время он рисовал эскизы с отражением последствий этого кровоизлияния в виде искажённых форм.
В 1940 году Норвегия была оккупирована нацистской Германией. Хотя поначалу нацисты превозносили Мунка как «истинно нордического» художника, поздне́е его заклеймили как представителя «дегенеративного искусства». Последние годы художник жил в тревоге, ожидая возможной конфискации своих работ из собственного дома.
Эдвард Мунк умер в 1944 году, спустя месяц после своего восьмидесятилетия.

## Наследие и память
Согласно завещанию Мунка, после его смерти все его работы, хранившиеся у него дома, должны были быть переданы городу. Коллекция, включавшая в себя несколько тысяч живописных полотен, рисунков, гравюр и рукописей, составила основу для собрания будущего Музея Мунка, открывшегося в 1963 году. До того, как в 2015 году наследие Мунка перешло в общественное достояние, Музей Мунка выступал как официальный правообладатель в вопросах, связанных с коммерческим использованием его картин. Крупная коллекция работ (включающая в себя наиболее известные версии «Крика», «Мадонны» и «Больной девочки») принадлежит Национальной галерее в Осло. Принадлежавшая художнику рыбацкая хижина в Осгорстранне, где он подолгу жил и работал, сейчас функционирует как дом-музей, вся обстановка которого осталась нетронутой со времён его жизни.
Работы Мунка неоднократно входили в число самых дорогих проданных картин. В 2006 году его гравюра «Двое (Одинокие)» ушла с аукциона за 8,1 млн норвежских крон (1,27 млн долларов США) и стала самой дорогой гравюрой, проданной в Норвегии. В 2013 году одна из версий картины «Крик» была продана на аукционе за 119,9 млн $, став самым дорогим на тот момент произведением искусства.
Портрет Эдварда Мунка изображён на банкноте в 1000 норвежских крон. В 2013 году в честь стопятидесятилетия со дня рождения Мунка Почта Норвегии выпустила серию марок с репродукциями его работ.
Творчество Мунка оказало значительное влияние на развитие искусства XX века, особенно на такие направления, как экспрессионизм и фовизм.

## «Крик»
Самая известная работа Мунка — картина «Крик». Существует четыре её экземпляра, написанных между 1893 и 1910 годами. Первоначально картина называлась «Отчаяние». Охваченный ужасом человек с этой картины стал одним из самых узнаваемых образов в искусстве. В частных руках остаётся только один вариант картины (1895); он был продан 2 мая 2012 года на аукционе Sotheby's за 119,9 миллиона долларов. На тот момент это было самое дорогое произведение искусства, когда-либо проданное на открытом аукционе.

## Похищения картин Мунка
Картины Мунка неоднократно становились мишенями для злоумышленников. В 1994 году из Национальной галереи был похищен «Крик», но спустя несколько месяцев его удалось вернуть обратно. Как выяснилось, в 1988 году один из преступников уже был приговорён к тюремному заключению за участие в похищении картины «Вампир», которую также вскоре обнаружили и вернули в музей.
22 августа 2004 года двое вооружённых преступников вынесли из Музея Мунка хранившиеся там варианты картин «Крик» и «Мадонна». В мае 2006 года трое обвиняемых в краже были приговорены к тюремным срокам, а в августе полиции удалось обнаружить работы. За время нахождения в руках похитителей оба полотна получили повреждения: на них присутствовали царапины и следы от влаги, холсты были надорваны. По словам представителя музея, пятно в углу на картине «Крик» останется заметным. «Реставраторы не хотели производить никаких необратимых действий», — сообщили в музее, добавив, что в будущем, возможно, появятся методы, позволяющие вывести пятно с картины.
В декабре 2018 года из музея Стенерсена в Осло было похищено 6 работ художника. Среди них: «Смерть Марата», «Омега плачет», «Плачущая девушка у кровати», «Портрет фру Р» и другие.